# Bariatria

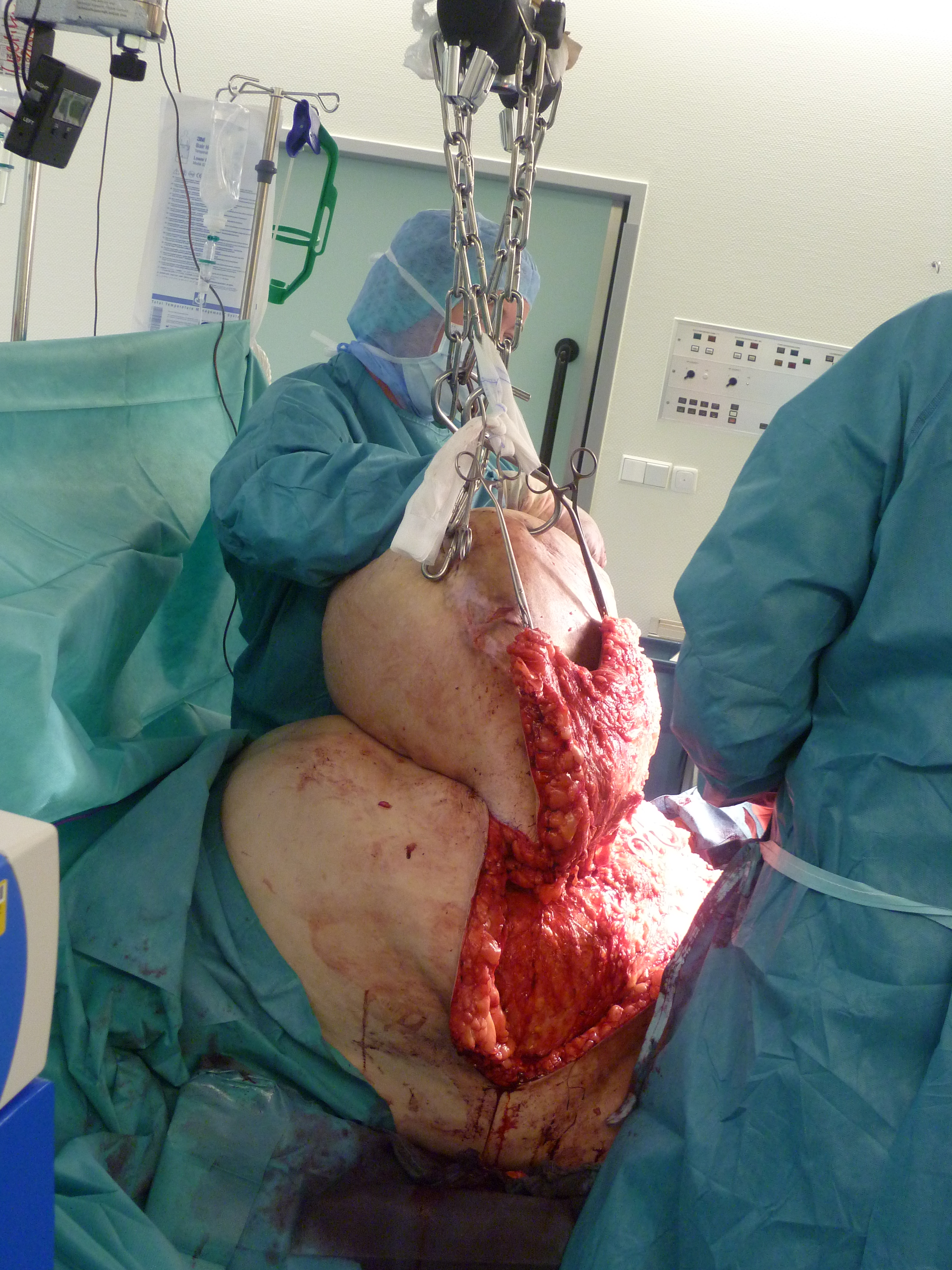
Abdominoplastyka podczas operacji bariatrycznej

Bariatria – dziedzina medycyny zajmująca się diagnozowaniem, określaniem przyczyn, profilaktyką i leczeniem nadwagi, a zwłaszcza otyłości, w tym metodami chirurgicznymi.

## Terminologia
Termin bariatria (ang. bariatrics) powstał w roku 1965 z języka greckiego (βάρος-ἰατρός, waga-medycyna). Dziedzina obejmuje metody leczenia odchudzającego, ćwiczeń fizycznych i behawioralnych w celu zmniejszenia masy ciała, a także farmakoterapię i chirurgię bariatryczną.

## Rozwój bariatrii
Otyłość to jedna z największych epidemii w XXI wieku - tak uważa Światowa Organizacja Zdrowia. W Polsce ludzie otyli często spotykają się z bagatelizowaniem ich problemów. Należy jednak zrozumieć, że otyłość, jest taką samą chorobą jak inne. Otyłość sama w sobie to ogromny dyskomfort w życiu, lecz przede wszystkim choroba, która powoduje wiele innych powikłań jak nadciśnienie, choroby serca, bezdech senny, cukrzycę, nowotwory, choroby kręgosłupa oraz zwyrodnienie stawów. Osoby z otyłością żyją nawet o 20 lat krócej, niż osoby posiadające normalną wagę. Dlatego tak bardzo istotne są nowoczesne metody leczenia otyłości.
Istnieje wiele metod leczenia otyłości i jej powikłań. Osoby otyłe często są kierowanie do różnych specjalistów takich jak dietetyk, diabetolog, kardiolog itd, których zadaniem jest objawowe leczenie otyłości. Rozwiązanie to wykazuje małą skuteczność. Chirurgiczne leczenie otyłości, jest metodą, która przynosi trwałe i widoczne efekty w bardzo krótkim czasie. Pacjenci, po przejściu laparoskopowej operacji bariatrycznej, szybko wracają do normalnego funkcjonowania ponieważ operacja bariatryczna jest mało inwazyjnym zabiegiem. Kolejnym ważnym argumentem przemawiającym za operacją bariatryzną jest fakt, że zbędne kilogramy znikają w bardzo szybkim tempie, a choroby spowodowane przez otyłość cofają się, bądź ustępują całkowicie.